# Neopachystola fuliginosa
Neopachystola fuliginosa là một loài bọ cánh cứng trong họ Cerambycidae.